# Christoph Cloëtta
Christoph Cloëtta, född 24 september 1836 i Bergün, Schweiz, död 30 mars 1897 i Köpenhamn, var en dansk chokladfabrikant.
Cloëtta föddes i Schweiz, och kom som barn 1848 till Köpenhamn, där han gick i konditorlära. 1862 grundade han tillsammans med sin bror Nutin Cloëtta chokladföretaget Brødrene Cloëtta. 1873 etablerade Nutin Cloëtta ett svenskt dotterföretag, sedermera AB Cloetta.
Vid Christoph Cloëttas död övergick företaget till hans änka och hans son, Fritz Cloëtta, vilken efter moderns död 1901 ensam drev firman vidare.
Vid Christoph Cloëttas död var företaget bland de största i Norden, men råkade 1929 i svårigheter och såldes då till Christian F. Kehlet Aktieselskab, som genom ett nybildat dotterbolag, fortsatte driften.